# Maszyna do pisania

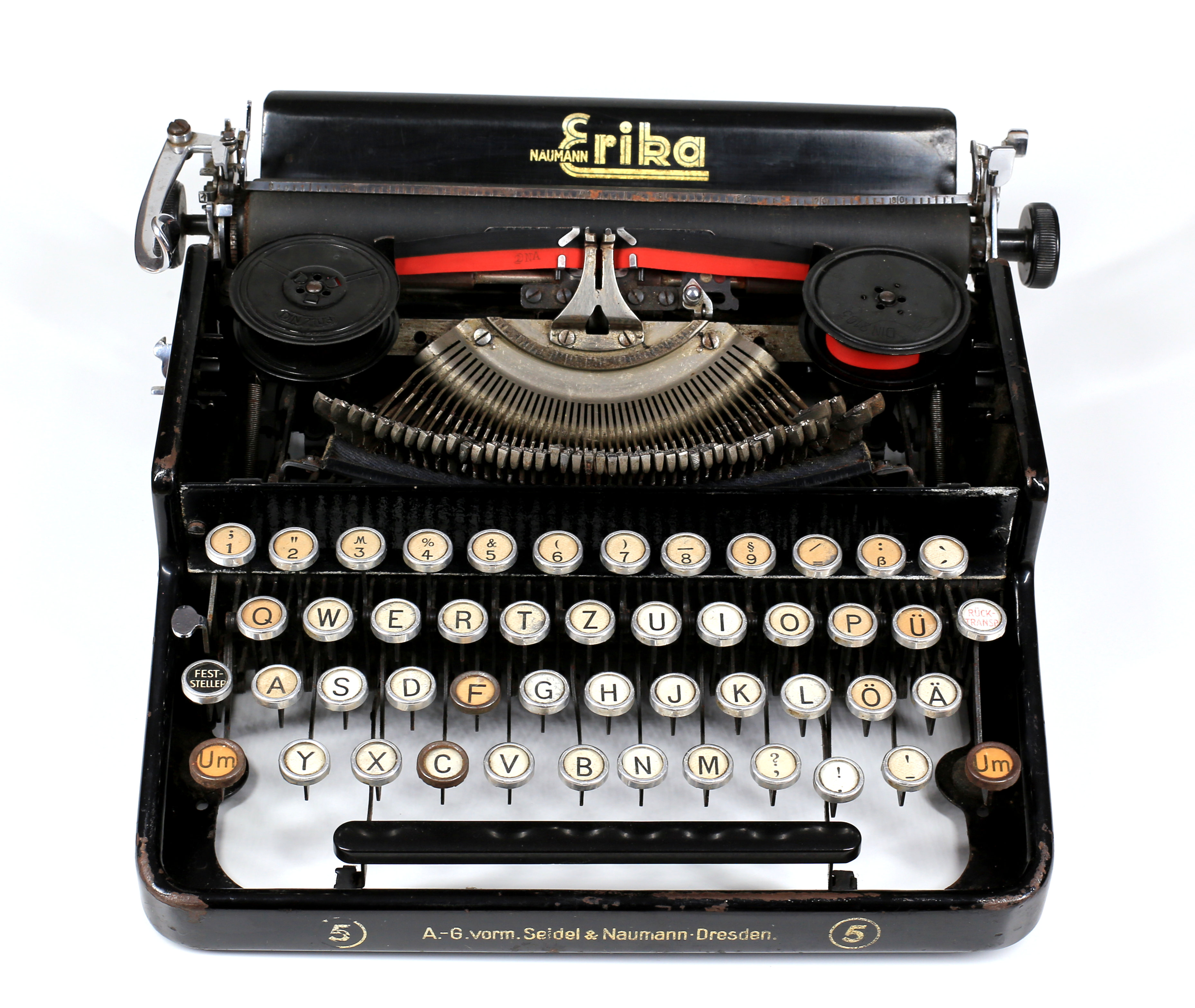
Maszyna do pisania Erika No 5 z lat 20. XX w.

Maszyna do pisania – urządzenie mechaniczne o napędzie ręcznym lub elektrycznym, posiadające klawisze, które naciskane powodują wydrukowanie metodą typograficzną określonych znaków na umieszczonym w maszynie podłożu drukowym (najczęściej papierze). Urządzenie może być również wspomagane modułem elektronicznym umożliwiającym zapamiętywanie wpisywanego tekstu.

## Historia

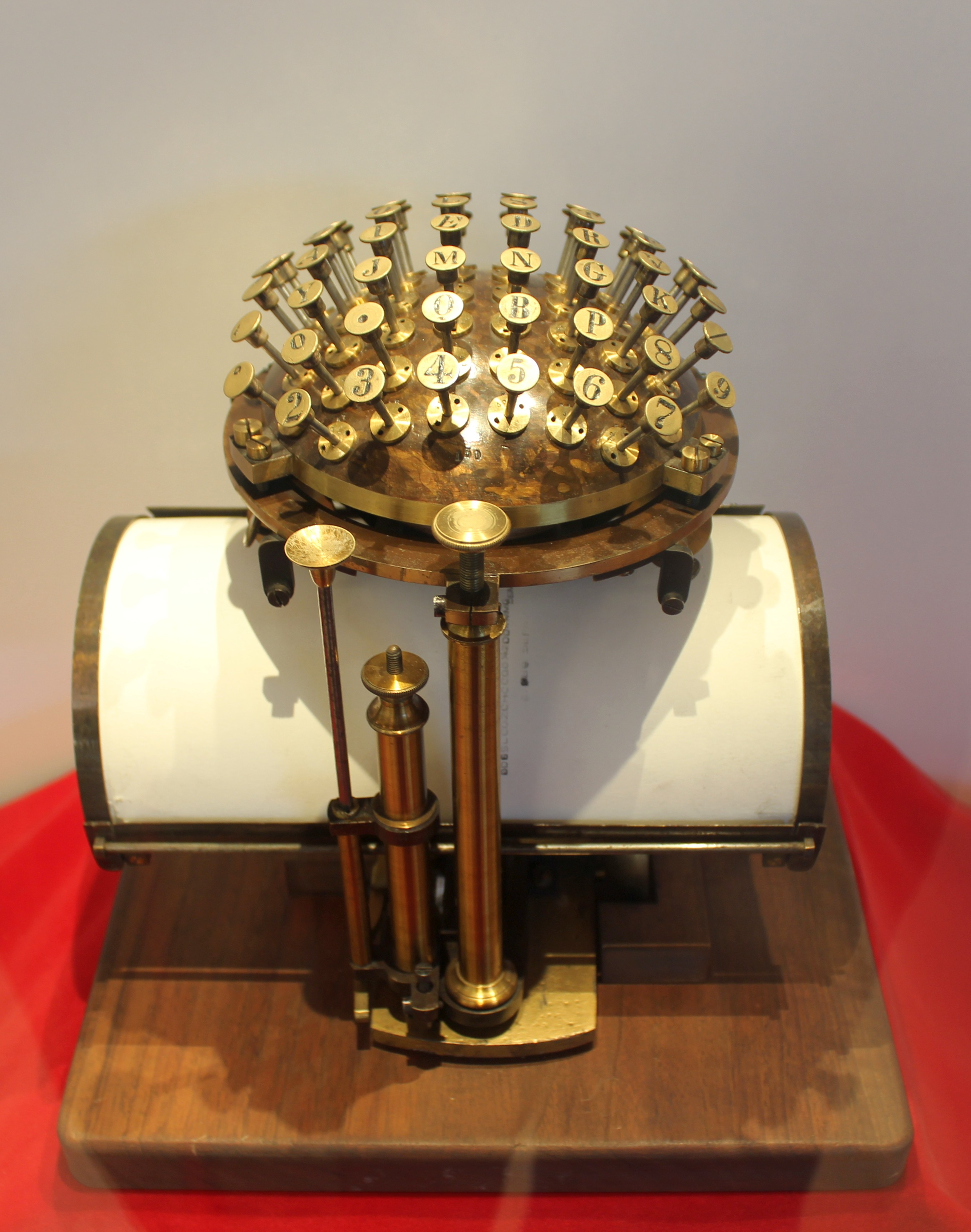
The Writing Ball (1867 r.) projektu Rasmusa Malling-Hansena

W 1714 roku brytyjski inżynier Henry Mill uzyskał patent na projekt przyrządu, który potrafi drukować oddzielne litery na tyle czyste i dokładne, że można je pomylić z tymi z drukarni. Za twórcę praktycznej maszyny do pisania uważany jest Amerykanin, Christopher Latham Sholes, który (przy współpracy Carlosa Gliddena i Samuela W. Soule’a) skonstruował w 1867 roku jej pierwszy użyteczny model.
Urządzenie powstało przypadkiem. W trakcie prac nad skonstruowaniem automatu numerującego strony książek Sholes pomyślał, że po niewielkich modyfikacjach maszyna mogłaby służyć do pisania tekstu. Zbudowane przez niego urządzenie miało klawisze, taśmę nasyconą atramentem oraz poziomą metalową płytkę z nałożoną na nią kartką. Maszyna była uruchamiana przez naciskanie pedałami, ponieważ Sholes zastosował podobny napęd, jak w ówczesnych maszynach do szycia.
Po dalszych udoskonaleniach swej maszyny do pisania (w czym korzystał z pomocy laboratorium T.A. Edisona), Sholes rozpoczął w roku 1873 jej produkcję we współpracy z amerykańską wytwórnią broni Remington w Ilion w stanie Nowy Jork, gdzie od 1876 roku wytwarzano ją już seryjnie. Już wtedy powstał do dziś stosowany układ klawiatury „QWERTY”, który miał za zadanie uniknięcie blokowania się czcionek.
Jednym z wczesnych użytkowników maszyny do pisania był Mark Twain, który od 1876 roku pisał na niej swe utwory (pierwszym napisanym na maszynie była powieść „Przygody Tomka Sawyera”); kupił ją w Bostonie za 125 dolarów. Spośród pisarzy europejskich pierwszy używał maszyny do pisania Lew Tołstoj (w latach 80. XIX wieku), a z polskich Bolesław Prus (od 1897 roku).
Pierwszą maszynę do pisania pozwalającą na kontrolowanie na bieżąco pisanego tekstu, skonstruował w 1890 roku Amerykanin Herman L. Wagner. Produkcję tych maszyn do pisania rozwinął Amerykanin, John T. Underwood.
W 1914 roku J. Smather opracował maszynę do pisania napędzaną silniczkiem elektrycznym. Elektryczne maszyny do pisania pojawiły się na rynku około 1920 roku, a od 1906 znajdują się w sprzedaży maszyny walizkowe. Dopiero w lutym 1957 roku ukazała się pierwsza maszyna będąca połączeniem maszyny elektrycznej z maszyną walizkową. Sprzedawał ją Smith Corona z Syracuse w stanie Nowy Jork.
Około 1960 roku amerykański koncern IBM opracował nowego typu maszynę do pisania, w której czcionki, dotychczas osadzane na osobnych dźwigniach, zastąpiono głowicą obrotową. W późniejszym okresie elektryczne maszyny do pisania wypierały swoje mechaniczne odpowiedniki. Na przełomie lat 60. i 70. XX w. IBM opracował maszynę „Seletric”, która miała możliwość zapamiętywania tekstu (500 znaków) i jego prostej edycji. Późniejsze maszyny (lata 90. XX w.) miały bardziej rozbudowane możliwości zapisywania i późniejszej edycji tekstu, np. były wyposażane w wyświetlacze alfanumeryczne.
Obecnie maszyny wyparte są przez komputery, wyposażone w edytory lub procesory tekstu i drukarki. Ostatnią fabrykę maszyn do pisania zamknięto w marcu 2011 roku w Indiach.

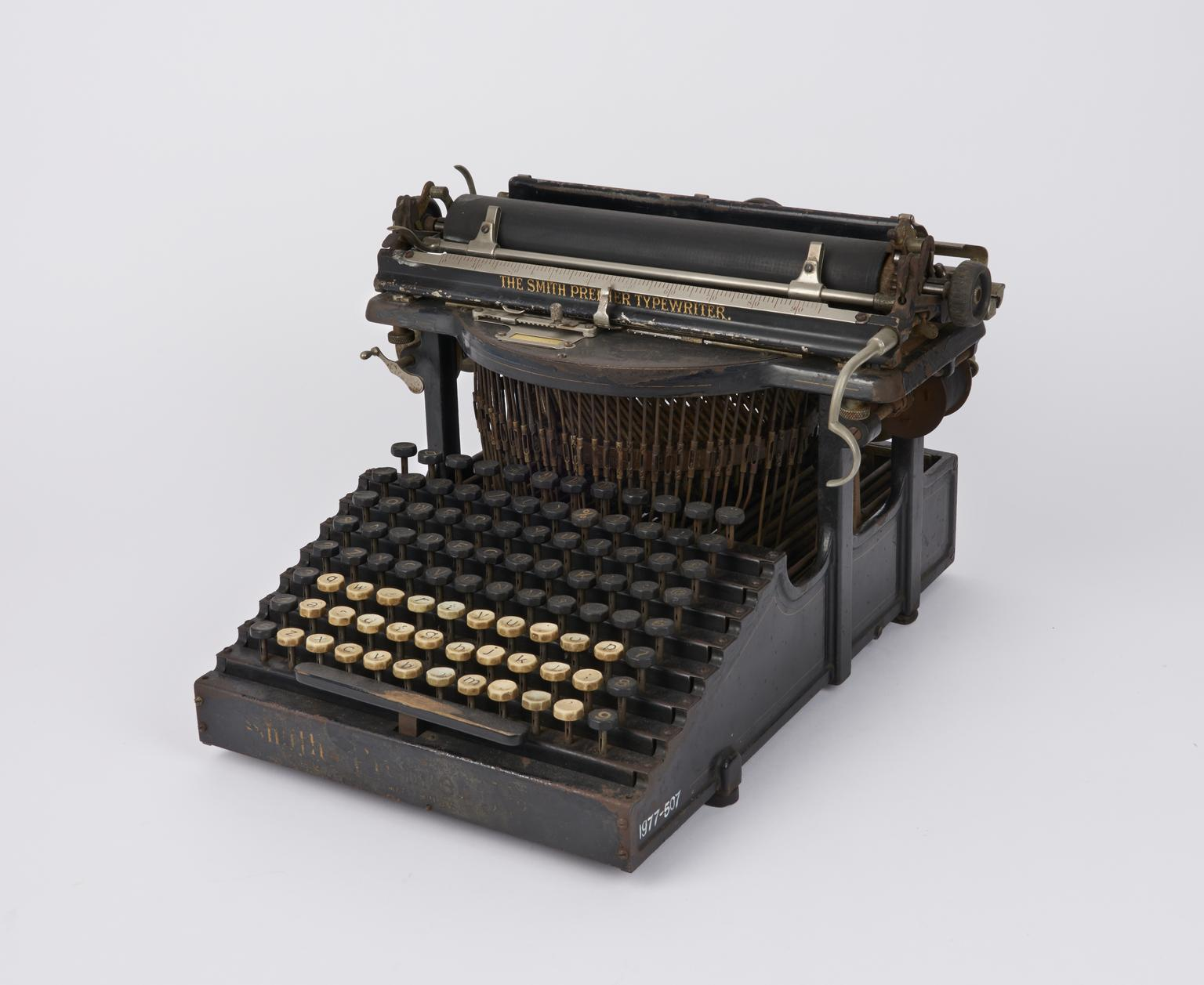
Smith Premier No. 5 ok. 1906 r.
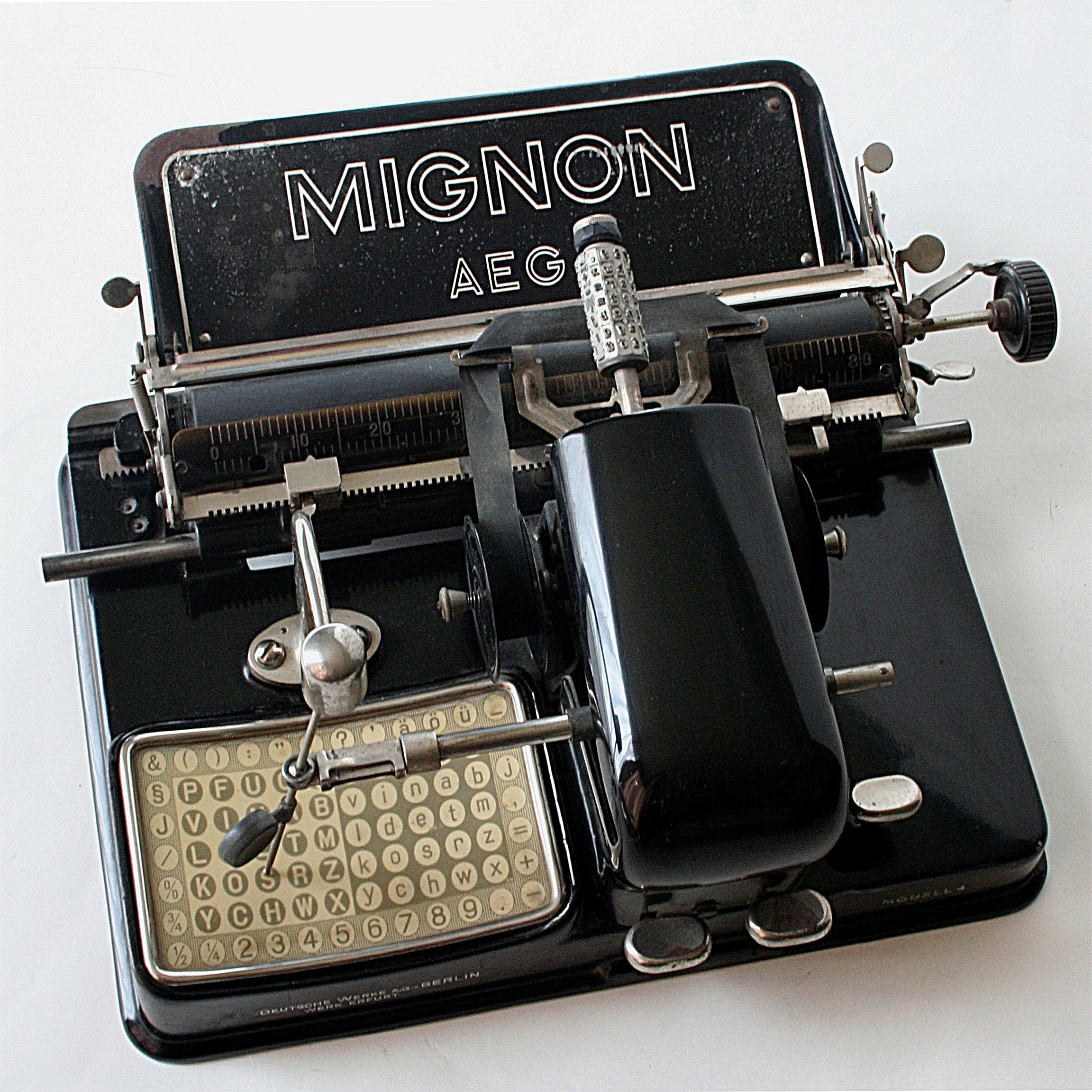
Mignon Mod.4 lata 20. XX w.
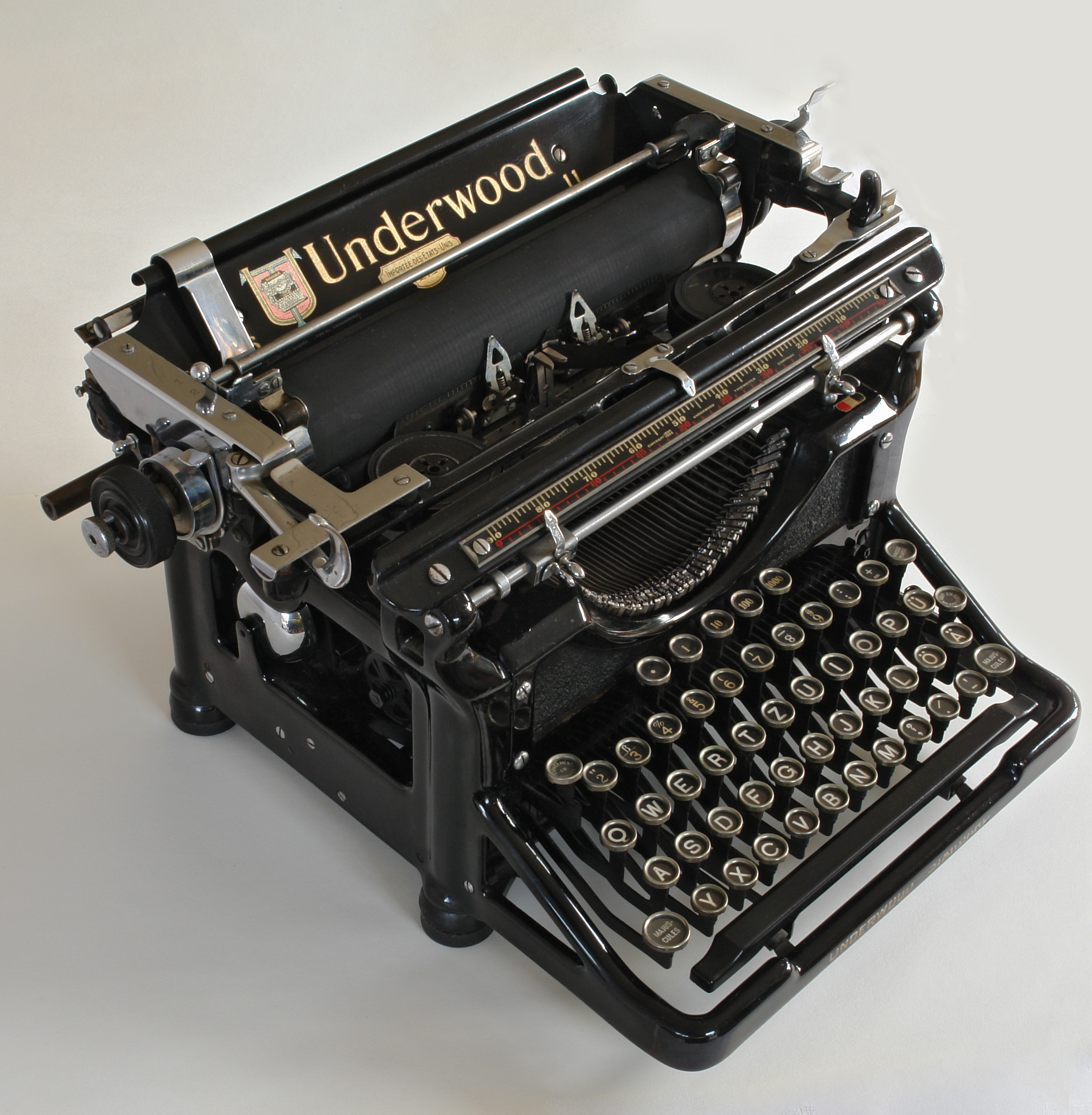
Underwood Model 10 lata 30. XX w.
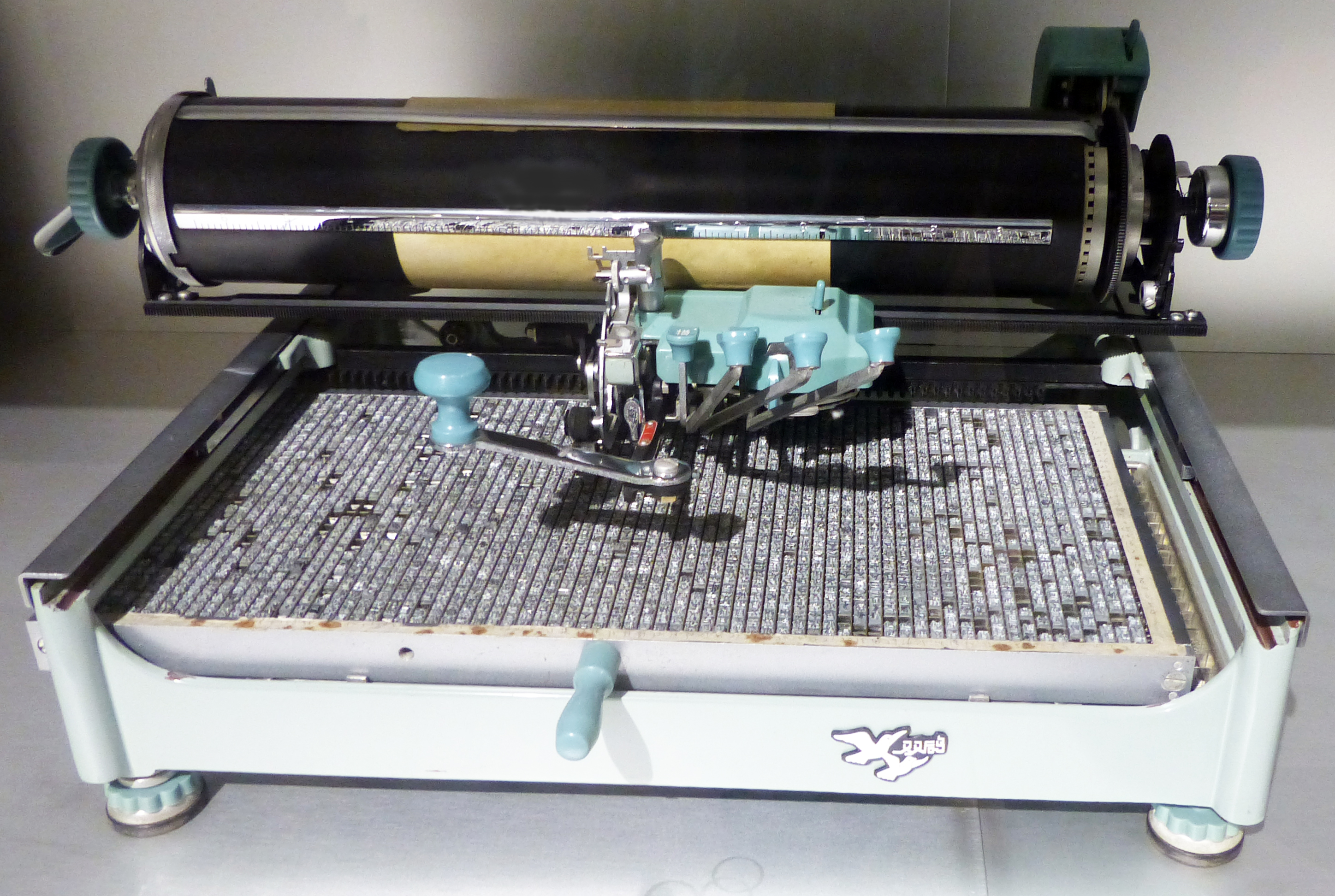
Maszyna z chińską czcionką lata 60. XX w.
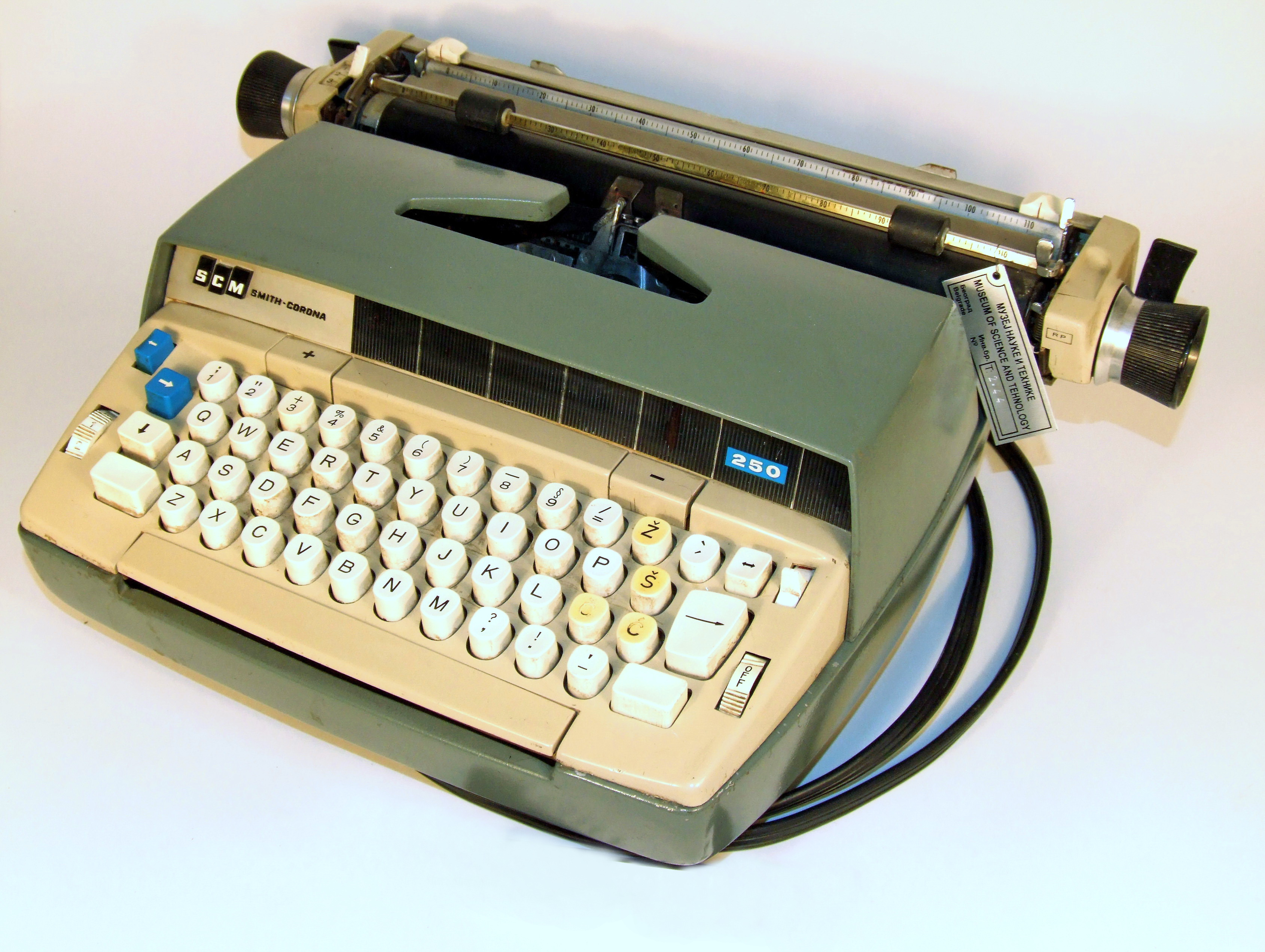
Smith Corona model 250 (elektryczna) lata 60. XX w.
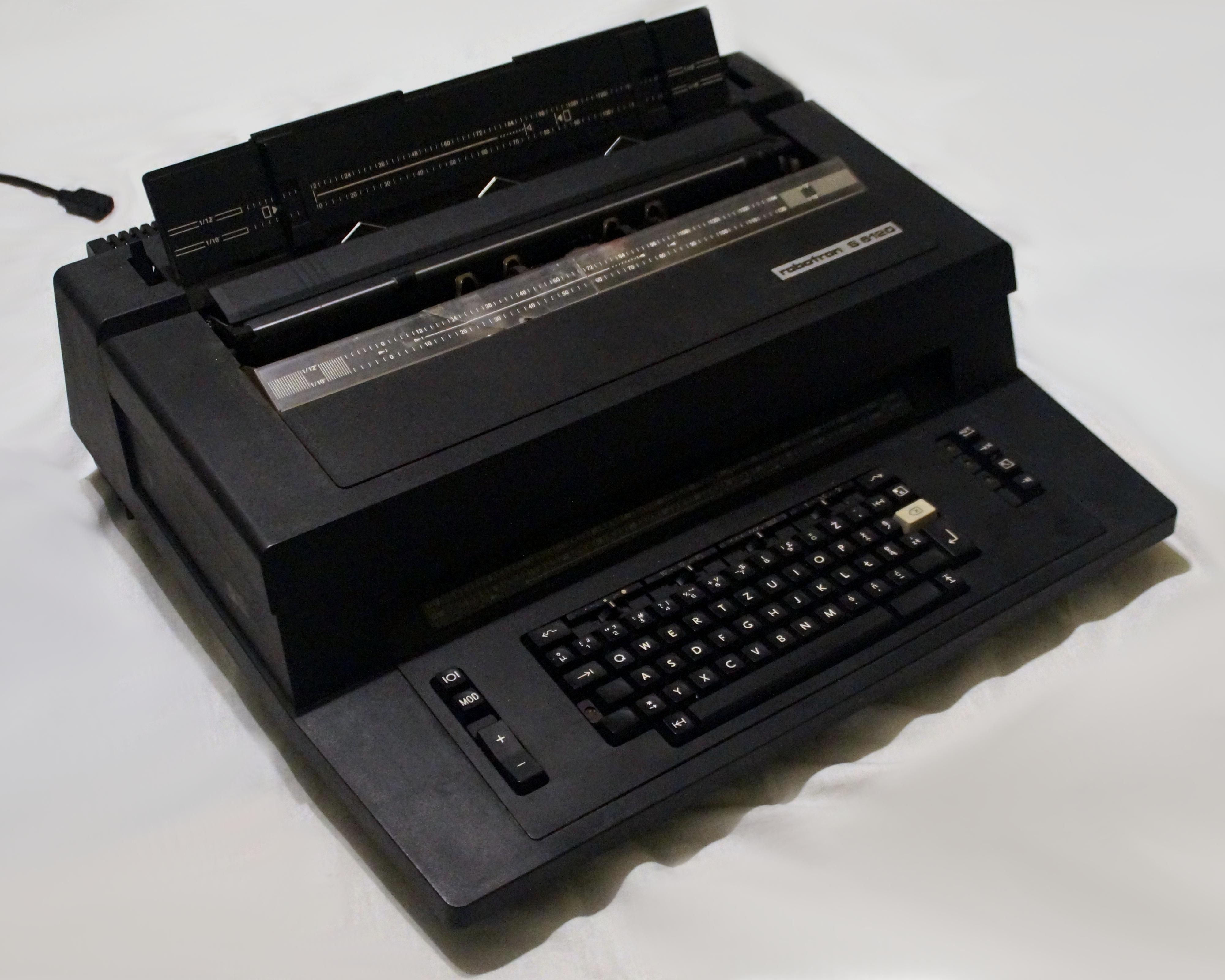
Robotron S6120 (elektroniczna) lata 80. XX w.
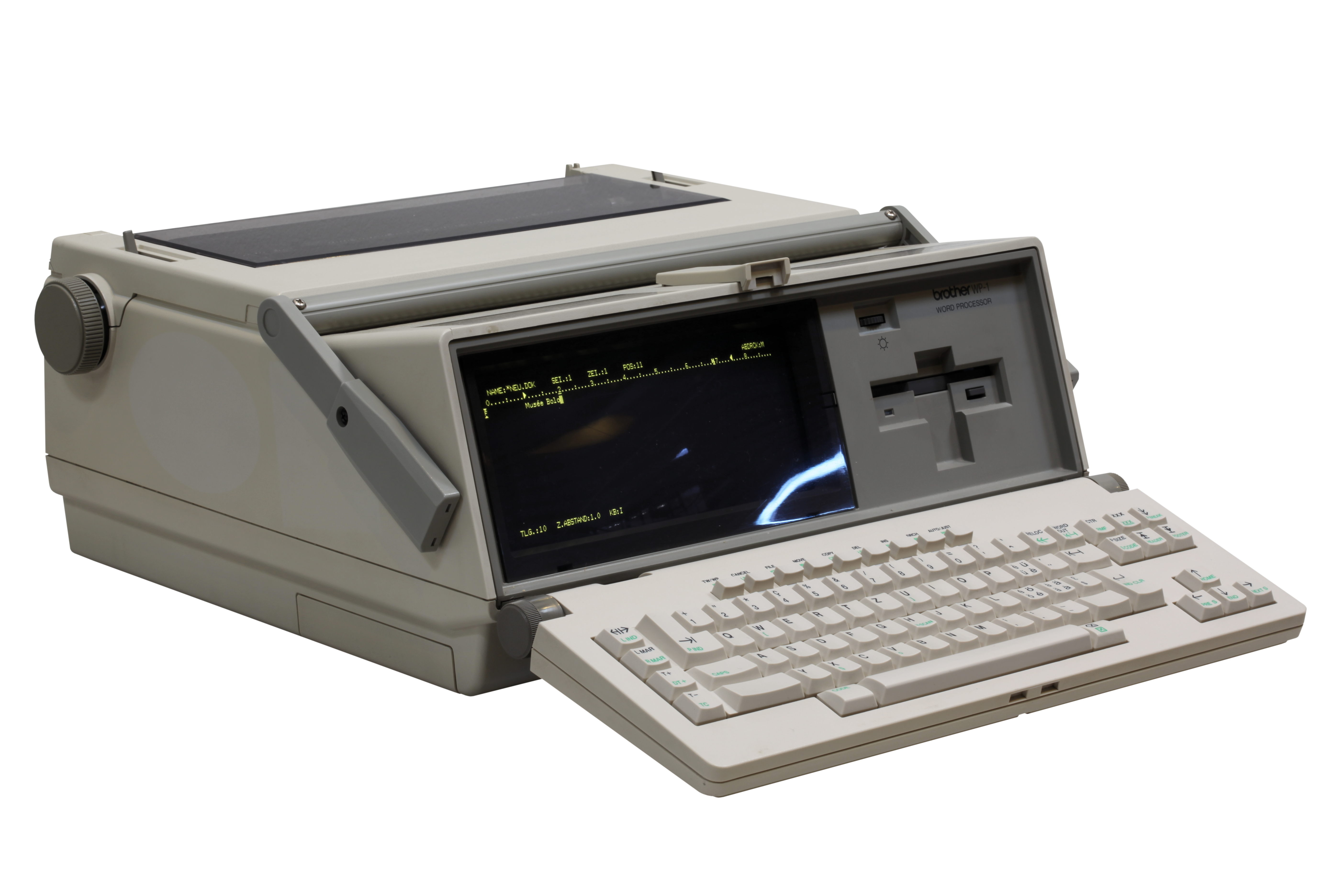
Brother WP1 (elektroniczna z wyświetlaczem) lata 80. XX w.

## Elementy konstrukcyjne

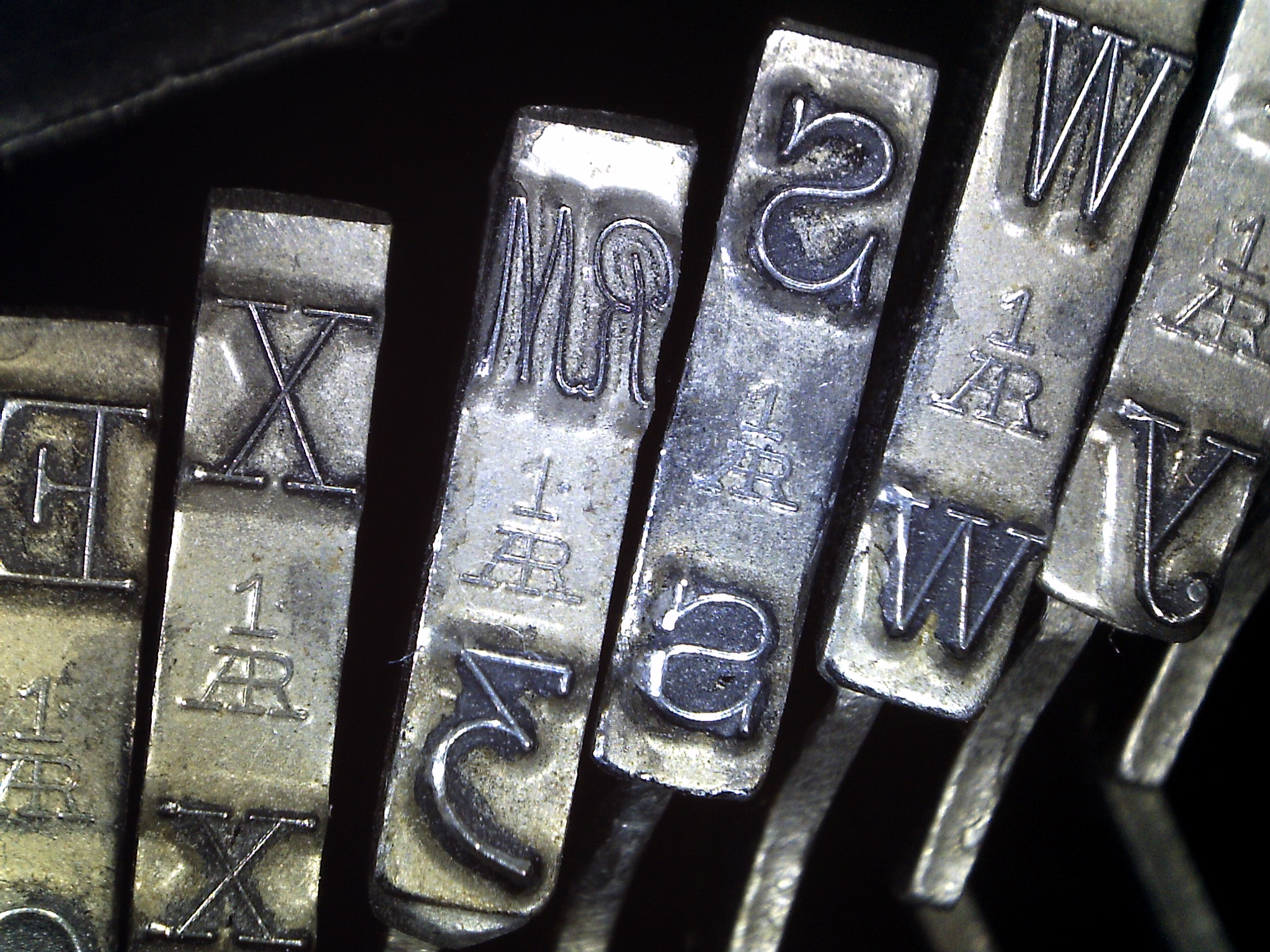
Czcionki

Pomimo że poszczególne maszyny mogą zawierać części charakterystyczne wyłącznie dla danej wersji, istnieje ogólna terminologia dotycząca nazw poszczególnych elementów.

### Obudowa
Wszystkie elementy maszyny są utrzymywane przez metalową ramę. Zewnętrznie od niej znajduje się plastikowa lub metalowa obudowa, która decyduje o wyglądzie maszyny. Górna część osłony, nazywana pokrywą, zapewnia dostęp do mechanizmu taśmowego i jest zdejmowalna.
Nóżki wyposażone są zazwyczaj w gumowe podkładki, zapewniające stabilność urządzenia oraz tłumienie hałasu.

### Wózek
Wózek to ruchoma część maszyny przesuwająca się po wprowadzeniu każdego znaku. Większość maszyn posiada dodatkowe mechanizmy:
- powrotnik ręczny (dźwignia wierszaka) – przesuwa wózek do wyjściowej pozycji i jeden wiersz niżej
- wyzwalak wózka – zwalnia mechanizm stabilizujący wózek co umożliwia ustawienie go w dowolnej pozycji

### Zamek
Mechanizm blokujący przesuwanie się wałka po wydrukowaniu znaku. Zapewnia przesunięcie wałka tylko o jeden znak. Istniały maszyny, które po wciśnięciu i trzymaniu klawisza odstępu przesuwały wałek o „pół znaku” umożliwiając tym samym wstawienie opuszczonej litery między już wydrukowane znaki.

## Materiały do pisania
Zależnie od potrzeb, na maszynie można pisać na papierze zwykłym, papierze przebitkowym, kalce maszynowej lub innych materiałach (formularze, koperty itp.). Przy tworzeniu materiałów do wielokrotnego powielania używano specjalistycznych przedmiotów, takich jak papier kredowany, kalka hektograficzna, matryce oraz taśmy autograficzne. Do pisania potrzebna jest również taśma barwiąca, w większości wypadków wielokrotnego użytku. Niektóre maszyny elektryczne wymagały taśmy barwiącej jednokrotnego użytku.

### Korekcja błędów
Błędy można poprawić używając papieru korekcyjnego, taśm korekcyjnych, gumki maszynowej, białej farby lub żyletki.

## Identyfikacja
Ze względu na różnice produkcyjne i zmiany powstające podczas eksploatacji, dokumenty tworzone za pomocą maszyn do pisania można stosunkowo łatwo powiązać z konkretnym urządzeniem. Odbywa się to przede wszystkim przez pomiar różnic w położeniu czcionek i analizę ich kształtu. Reżimy totalitarne często korzystały z tego faktu, by orzekać o winie dysydentów zaangażowanych w nielegalną działalność publicystyczną. Analiza taka była też przydatnym narzędziem śledczym w dochodzeniach kryminalistycznych dotyczących pogróżek, fałszerstw itp.

## Maszyny do pisania w Polsce

### Polski układ klawiatury
W historii istniały trzy normy polskiego układu klawiatury dla maszyny do pisania: przedwojenna, PN58 (z 1958 roku) i PN87 (z 1987 roku). Bazowały one na układzie QWERTZ dodając polskie znaki (ą, ć, ę, ł, ń, ó, ś, ź, ż). Normy pozwalały na przeniesienie pozycji niektórych klawiszy bądź ich pominięcie.
W maszynach przedwojennych klawisze specjalne były opisane jako: Shift – Zmieniacz, Shift lock – Trzymacz, Backspace – Cofacz. W nowszych urządzeniach klawisze te pozostawały nieopisane bądź posiadały oznaczenia symboliczne.
Pomimo istnienia znormalizowanych układów klawiatury, istniała praktyka przerabiania zagranicznych (szczególnie niemieckich) maszyn poprzez zamianę poszczególnych czcionek na polskie znaki. Z tego powodu istnieją egzemplarze maszyn do pisania z klawiaturami różniącymi się układem znaków od tych wymienionych w normach.

### Produkowane w Polsce
Konstruktorem pierwszej polskiej maszyny do pisania był Władysław Paciorkiewicz (1903). W 1921 r. uruchomił pierwszą polską wytwórnię maszyn do pisania w Bydgoszczy.
Przedwojenne polskie modele maszyn do pisania:
- Idea (Polska Fabryka Maszyn do Pisania, Bydgoszcz)
- Iskra (Polska Fabryka Maszyn do Pisania, Bydgoszcz)
- Orzeł (Stanisław Skóra i S-ka, Poznań, al.Marcinkowskiego 23)
- FK (EFKA) (Fabryka Karabinów w Warszawie)[6]

W roku 1935 maszyna do pisania „Erika” kosztowała 375 zł (ówczesna średnia pensja miesięczna wynosiła ok. 150 zł).
Pierwszą powojenną maszyną do pisania była „Prema-101” produkowana od 20 grudnia 1969 w zakładach Łucznik na licencji szwedzkiej firmy Facit. Następnie produkowano maszyny pod nazwami „Predom”, „Predom-Łucznik”, „Łucznik”.